# Mezistátní utkání české hokejové reprezentace v sezóně 2007/2008
Mezistátních utkání české hokejové reprezentace v sezóně 2007/2008 bylo celkem 27. Nejprve odehrála reprezentace 2 přátelské zápasy s Německem, pak 3 zápasy na Karjala Cupu 2007, přátelský zápas se Slovenskem a 3 zápasy na Channel One Cupu 2007. Následovaly 3 zápasy na LG Hockey Games 2008 a  další 4 přátelské zápasy. V dubnu 2008 to byly ještě 3 zápasy na Czech Hockey Games 2008 a přátelský zápas s Francií a pak v květnu 7 zápasů na Mistrovství světa v ledním hokeji 2008.

## Přehled mezistátních zápasů
| Pořadí | Datum        |       | Výsledek                           | Soupeř    | Soutěž                       | Místo utkání   |
| ------ | ------------ | ----- | ---------------------------------- | --------- | ---------------------------- | -------------- |
| 1613.  | 29. 8. 2007  | Česko | 2 : 4 (1:0, 1:2, 0:2)              | Německo   | přátelsky                    | Ústí nad Labem |
| 1614.  | 30. 8. 2007  | Česko | 4 : 2 (1:1, 3:0, 0:1)              | Německo   | přátelsky                    | Karlovy Vary   |
| 1615.  | 8. 11. 2007  | Česko | 3 : 2 (1:1, 0:0, 2:1)              | Finsko    | Karjala Cup 2007             | Helsinky       |
| 1616.  | 10. 11. 2007 | Česko | 2 : 4 (0:1, 1:1, 1:2)              | Švédsko   | Karjala Cup 2007             | Helsinky       |
| 1617.  | 11. 11. 2007 | Česko | 1 : 4 (0:1, 1:1, 0:2)              | Rusko     | Karjala Cup 2007             | Helsinky       |
| 1618.  | 11. 12. 2007 | Česko | 2 : 3pp (1:0, 0:1, 1:1 – 0:1)      | Slovensko | přátelsky                    | Praha          |
| 1619.  | 13. 12. 2007 | Česko | 5 : 4 (1:1, 4:1, 0:2)              | Švédsko   | Channel One Cup 2007         | Praha          |
| 1620.  | 15. 12. 2007 | Česko | 5 : 6sn (1:3, 2:1, 2:1 – 0:0, 0:1) | Finsko    | Channel One Cup 2007         | Moskva         |
| 1621.  | 16. 12. 2007 | Česko | 1 : 5 (1:2, 0:1, 0:2)              | Rusko     | Channel One Cup 2007         | Moskva         |
| 1622.  | 7. 2. 2008   | Česko | 1 : 6 (0:2, 0:3, 1:1)              | Finsko    | LG Hockey Games 2008         | Tampere        |
| 1623.  | 9. 2. 2008   | Česko | 2 : 4 (1:0, 1:1, 0:3)              | Švédsko   | LG Hockey Games 2008         | Stockholm      |
| 1624.  | 10. 2. 2008  | Česko | 4 : 2 (0:1, 4:1, 0:0)              | Rusko     | LG Hockey Games 2008         | Stockholm      |
| 1625.  | 2. 4. 2008   | Česko | 7 : 2 (4:1, 2:1, 1:0)              | Bělorusko | přátelsky                    | Třebíč         |
| 1626.  | 3. 4. 2008   | Česko | 7 : 1 (2:0, 2:0, 3:1)              | Bělorusko | přátelsky                    | Havlíčkův Brod |
| 1627.  | 9. 4. 2008   | Česko | 2 : 3 (0:2, 0:1, 2:0)              | Švýcarsko | přátelsky                    | Zuchwil        |
| 1628.  | 11. 4. 2008  | Česko | 4 : 3 (1:1, 1:1, 2:1)              | Švýcarsko | přátelsky                    | Winterthur     |
| 1629.  | 17. 4. 2008  | Česko | 5 : 3 (2:0, 1:2, 2:1)              | Švédsko   | Czech Hockey Games 2008      | Liberec        |
| 1630.  | 19. 4. 2008  | Česko | 2 : 1sn (0:1, 1:0, 0:0 – 0:0, 1:0) | Finsko    | Czech Hockey Games 2008      | Liberec        |
| 1631.  | 20. 4. 2008  | Česko | 2 : 3 (1:0, 0:3, 1:0)              | Rusko     | Czech Hockey Games 2008      | Liberec        |
| 1632.  | 28. 4. 2008  | Česko | 5 : 3 (2:1, 2:1, 1:1)              | Francie   | přátelsky                    | Trois Rivieres |
| 1633.  | 2. 5. 2008   | Česko | 5 : 2 (2:2, 2:0, 1:0)              | Dánsko    | Mistrovství světa 2008 (ZS)  | Quebec         |
| 1634.  | 4. 5. 2008   | Česko | 4 : 5pp (2:2, 1:1, 1:1 – 0:1)      | Rusko     | Mistrovství světa 2008 (ZS)  | Quebec         |
| 1635.  | 7. 5. 2008   | Česko | 7 : 2 (2:2, 4:0, 1:0)              | Itálie    | Mistrovství světa 2008 (ZS)  | Quebec         |
| 1636.  | 9. 5. 2008   | Česko | 5 : 0 (1:0, 3:0, 1:0)              | Švýcarsko | Mistrovství světa 2008 (OFS) | Quebec         |
| 1637.  | 10. 5. 2008  | Česko | 3 : 2sn (0:1, 1:0, 1:1 – 0:0, 1:0) | Bělorusko | Mistrovství světa 2008 (OFS) | Quebec         |
| 1638.  | 12. 5. 2008  | Česko | 3 : 5 (0:0, 2:2, 1:3)              | Švédsko   | Mistrovství světa 2008 (OFS) | Quebec         |
| 1639.  | 14. 5. 2008  | Česko | 2 : 3pp (0:0, 1:1, 1:1 – 0:1)      | Švédsko   | Mistrovství světa 2008 (ČTF) | Quebec         |

## Bilance sezóny 2007/08
| Soupeř    | Zápasy | Výhry | VP | PP | Prohry | Skóre |
| --------- | ------ | ----- | -- | -- | ------ | ----- |
| Bělorusko | 3      | 2     | 1  | 0  | 0      | 17:5  |
| Dánsko    | 1      | 1     | 0  | 0  | 0      | 5:2   |
| Finsko    | 4      | 1     | 1  | 1  | 1      | 11:15 |
| Francie   | 1      | 1     | 0  | 0  | 0      | 5:3   |
| Itálie    | 1      | 1     | 0  | 0  | 0      | 7:2   |
| Německo   | 2      | 1     | 0  | 0  | 1      | 6:6   |
| Rusko     | 5      | 1     | 0  | 1  | 3      | 12:19 |
| Slovensko | 1      | 0     | 0  | 1  | 0      | 2:3   |
| Švédsko   | 6      | 2     | 0  | 1  | 3      | 19:23 |
| Švýcarsko | 3      | 2     | 0  | 0  | 1      | 11:6  |
| Celkem    | 27     | 12    | 2  | 4  | 9      | 95:84 |

## Přátelské mezistátní zápasy
Česko –  Německo	2:4 (1:0, 1:2, 0:2)
29. srpna 2007 – Ústí nad Labem

Branky Česka: 15. Rolinek, 24. J. Straka 

Branky Německa: 30. Tripp, 35. Schütz, 50. Ullmann, 59. Felski.

Rozhodčí: Minář – Bláha, Pouzar (CZE)

Vyloučení: 9:11 (1:2)

Diváků: 2 465
Česko: Pinc – Píša, Čáslava, Richter, Žižka, Kroupa, Zíb, Hunkes, Kutlák – Sýkora, J. Straka, Rolinek – Irgl, Červenka, Varaďa – Kumstát, Skuhravý, Tenkrát – Netík, Huml, Langhammer (41. Hřebejk).
Německo: Müller – Holland, Bakos, Goc, Draxinger, Ančička, Renz, Dietrich, Osterloch – Tripp, Ullmann, Seidenberg – Schültz, Hackert, Gogulla – Klinge, Barta, Felski – Verwey, Fical, Polaczek.

 Česko –  Německo	4:2 (1:1, 3:0, 0:1)
30. srpna 2007 – Karlovy Vary

Branky Česka: 3. Skuhravý, 28. Netík, 31. Kumstát, 38. Sýkora 

Branky Německa: 16. a 58. Tripp.

Rozhodčí: Homola – Barvíř, Blümel (CZE)

Vyloučení: 11:14 (2:1, 1:0) navíc Renz na 10. minut.

Diváků: 2 340
Česko: Hnilička (58. Mensator) – Píša, Čáslava, Richter, Žižka, Kroupa, Zíb, Hunkes, Kutlák – Sýkora, J. Straka, Tenkrát – Netík, Huml, Hřebejk – Kumstát, Skuhravý, Košťál – Růžička, Červenka, Langhammer.
Německo: Kotschew – Holland, Osterloch, Goc, Draxinger, Ančička, Renz, Petermann, Bakos – Tripp, Ullmann, Seidenberg – Schütz, Hackert, Gogulla – Klinge, Barta, Felski – M. Müller, Fical, Polaczek.

 Česko –  Slovensko 2:3pp (1:0, 0:1, 1:1 – 0:1)
11. prosince 2007 – Praha

Branky Česka: 5. Žižka, 58. Klepiš 

Branky Slovenska: 21. M. Hlinka, 55. Podkonický, 61. Graňák.

Rozhodčí: Minář – Barvíř, Blümel (CZE)

Vyloučení: 9:9 (2:2)

Diváků: 4 658
Česko: Hnilička (31. – 32. Mensator) – Kutlák, Melichar, Sičák, Čáslava, Krstev, Blaťák, F. Novák, Žižka – P. Sýkora (41. Irgl), Marek, Chabada – Klepiš, Huml, Bulis – Hřebejk, Červenka, Rolinek – Kumstát, Skuhravý, Tenkrát.
Slovensko: Lašák – Ivan Majeský, Starosta, Graňák, Malec, Ďatelinka, Klepáč, K. Sloboda, S. Hudec – Melichárek, Fabuš, Skladaný – M. Hudec, M. Hlinka, Somík – Buc, Podkonický, Rudolf Huna – Sivák, J. Mikúš, Marcel Haščák.

 Česko –  Bělorusko	7:2 (4:1, 2:1, 1:0)
2. dubna 2008 – Třebíč	

Branky Česka: 6. Krenželok, 7. Šindel, 9. J. Straka, 19. Cetkovský, 23. Kohn, 25. Kubiš, 56. Rolinek 

Branky Běloruska: 19. Švedov, 38. Jelisejenko.

Rozhodčí: Minář, Šindler – Kalivoda, Pouzar (CZE)

Vyloučení: 8:9 (3:1, 0:1) + Zadělnov na 10. min.

Diváků: 4 853
Česko: Kopřiva – Černošek, Kutlák, Hrabal, Čáslava, Benák, Mojžíš, Kundrátek – Rosa, J. Straka, Kohn – Netík, Koukal, Rolinek – Jánský, Cetkovský, Krenželok – Kubiš, Šindel, Rachůnek.
Bělorusko: Milčakov (25. Maljutin) – Maslenikov, Kolosov, Baško, Švedov, Suško, Cvetkov, Černook, Šumskij – Děmagin, Kurilin, Andruščenko – Kulakov, Zadělnov, Antoněnko – Gorbokoň, Kukuškin, Usenko – Jelisejenko, Krutikov, Magdějev.

 Česko –  Bělorusko	7:1 (2:0, 2:0, 3:1)
3. dubna 2008 – Havlíčkův Brod	

Branky Česka: 2. Koukal, 5. a 31. Netík, 37. Jánský, 48. Roinek, 50. J. Straka, 52. Hrabal 

Branky Běloruska: 52. Kukuškin.

Rozhodčí: Minář, Homola – Blümel, Kalivoda (CZE)

Vyloučení: 6:9 (4:0, 1:0)

Diváků: 4 123
Česko: Kopřiva – Hrabal, Černošek, Benák, Mojžíš, Kutlák, Kundrátek, Čáslava – Rosa, J. Straka, Kohn – Netík, Koukal, Rolinek – Jánský, Cetkovský, Krenželok – Kubiš, Šindel, Rachůnek.
Bělorusko: Milčakov (48. Maljutin) – Cvetko, Baškov, Švedov, Suško, Maslenikov, Kolosov, Černook, Šumskij – Kulakov, Zadělnov, Antoněnko – Děmagin, Kukuškin, Andruščenko – Jelisejenko, Kurilin, Usenko – Gorbokoň, Krutikov, Magdějev.

 Česko –  Švýcarsko	2:3 (0:2, 0:1, 2:0)
9. dubna 2008 – Zuchwill

Branky Česka: 48. Kohn, 59. L. Čermák 

Branky Švýcarska: 6. Rüthemann, 10. Sprunger, 25. Di Pietro.

Rozhodčí: Mandioni, Popovic – Fluri, Dumoulin (SUI)

Vyloučení: 8:4 (1:1)

Diváků: 3 071
Česko: Pinc – Kundrátek, Čáslava, Černošek, Benák, Krstev, Zíb, Hrabal, Sičák – Čermák, J. Straka, Rolinek – Kotrla, Vak, Veselý – Jánský, Cetkovský, Netík – Rosa, Rachůnek, Kohn – od 41. navíc Kubiš.
Švýcarsko: Rüeger – Helbling, P. Fischer II., Furrer, Vauclair, Diaz, B. Gerber, Ngoy – Paterlini, Ziegler, Rütheman – Di Pietro, Plüss, P. Fischer I. – Reichert, Sannitz, Sprunger – Wick, Ambühl, Lemm – Bärtschi.

 Česko –  Švýcarsko	4:3 (1:1, 1:1, 2:1)
11. dubna 2008 – Winterthur

Branky Česka: 20. a 22. L. Čermák, 44. Veselý, 59. Netík 

Branky Švýcarska: 9. Di Pitro, 28. Bërtschi, 41. Sprunger.

Rozhodčí: Stricker, Popovic – Kohler, Zosso (SUI)

Vyloučení: 12:11 (2:2)

Diváků: 3 000
Česko: Pinc – Kundrátek, Čáslava, Benák, Černošek, Sičák, Zíb, Hrabal, Krstev – L. Čermák, Kohn, Rolinek – Rosa, J. Straka, Veselý – Jánský, Cetkovský, Kotrla – Kubiš, Netík, Rachůnek.
Švýcarsko: Manzato – B. Gerber, Vauclair, Helblink, P. Fischer II., Furrer, Von Gunten, Diaz – Wick, Jeannin, Lemm – Di Pietro, Ziegler, Paterlini – Bärtschi, Plüss, P. Fischer I. – Sprunger, Romy, Guggisberg.

 Česko –  Francie	5:3 (2:1, 2:1, 1:1)
29. dubna 2008 – Trois Rivieres	

Branky Česka: 14. Fleischmann, 17. Vrbata, 36. a 40. Kuba, 60. Novotný 

Branky Francie: 6. Coqueux, 37. Lussier, 48. Y. Treille.

Rozhodčí: Fortin – Bechard, Joanisse (CAN)

Vyloučení: 5:7 (3:0, 1:0)

Diváků: 1 800
Česko: Hnilička – Michálek, Kaberle, Kuba, Hejda, Sičák, Čáslava, Šmíd – Čermák, Novotný, Klepiš – Vrbata, Hanzal, Fleischmann – Irgl, Krejčí, Rolinek – Kumstát, Skuhravý, Kohn.
Francie: Huet – Bachet, Amar, Besch, Lacroix, Quessandier, Bonnard – Bordeleau, Meunier, Y. Treille – Coqueux, Lussier, Gras – Hecquefeuille, Bellemare, Desroiers – Tardiff, S. Treille, Zwikel.